# 荒谷知穂
荒谷 知穂（あらたに ちほ、1977年12月19日 - ）は、元広島ホームテレビ (HOME) のアナウンサー。

## 来歴
広島県広島市出身。ノートルダム清心高等学校、広島修道大学卒業。
大学を卒業後、2001年4月1日に広島ホームテレビに入社。同期に同局アナウンサーの渡辺美佳がいる。
同局在籍中には自社製作番組のほか、テレビ朝日の『小学生クラス対抗30人31脚』や朝日放送（現・朝日放送テレビ）の『朝だ!生です旅サラダ』にもリポーターとして出演することがあった。2002年11月11日、第1回ANNアナウンサー賞の「原稿のあるもの」部門で優秀賞を受賞した。
2005年3月いっぱいで広島ホームテレビを退社。

## 担当番組
- 全国高等学校野球選手権広島大会中継 - スタンドリポート担当[5]
- 速報!甲子園への道（朝日放送）[5]
- げっきんNEWS[1]
- HOMEニュース - 昼ニュース、トピックス、土曜・日曜のニュース担当[1]
- げっきんLIVE - ニュース担当、「ビデオ通信員」担当、「ぐるりん瀬戸内」担当[2]
- 驚き桃の木ナオキの樹[2]
- ぽるぽるchannel[2]
- あンテな[2]
- 中野浩一のK-ファン[6]
- HOME情報ランド[6]
- 経済どうでSHOW[7]
- ワイド!スクランブル（テレビ朝日・朝日放送） - ローカルニュース担当[7]
- ANNスーパーJチャンネル（テレビ朝日）[7]